# Heinrich V. (Mecklenburg)

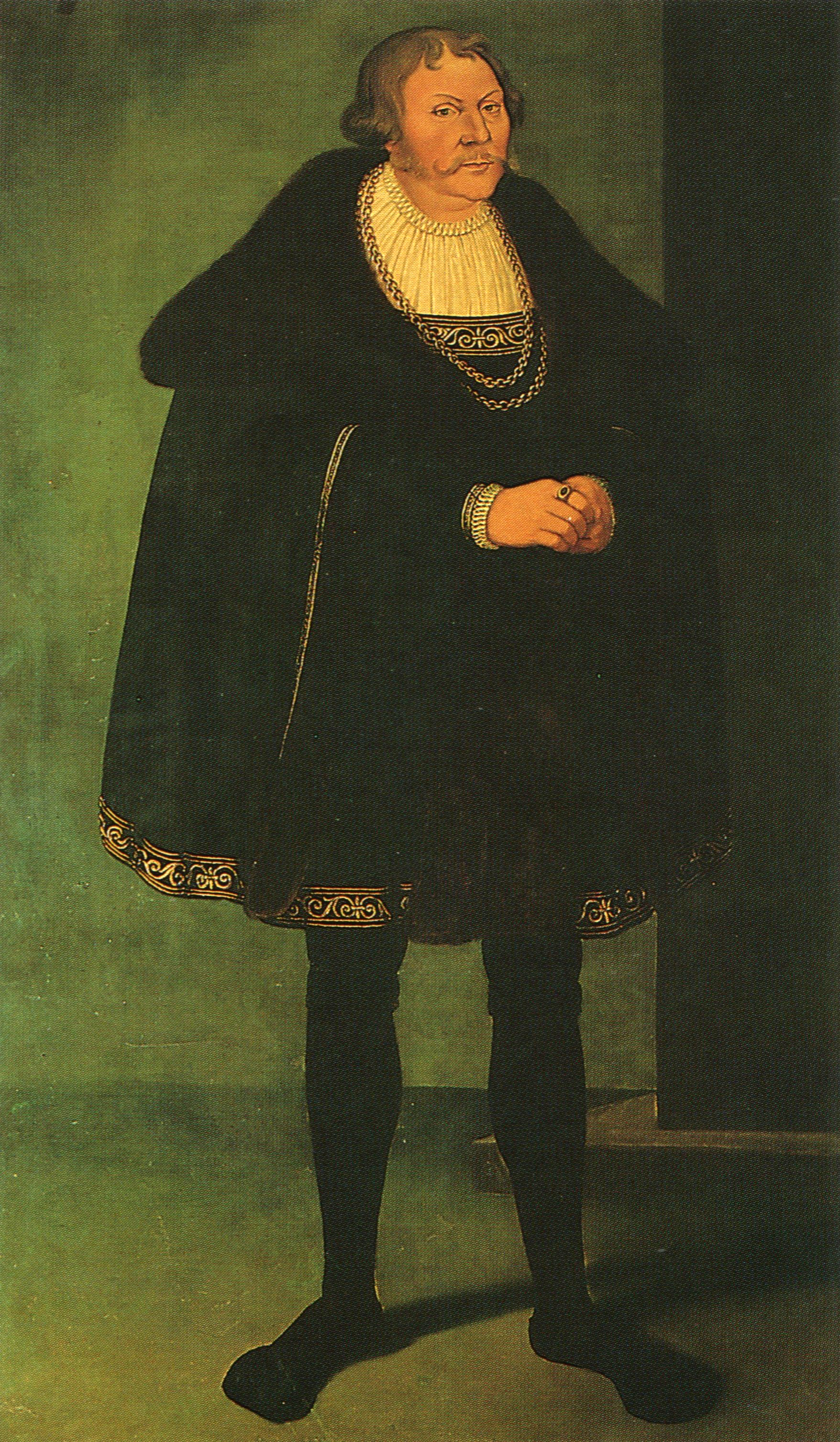
Theodor Fischer-Poisson, Heinrich V. von Mecklenburg, Ahnengalerie im Schweriner Schloss

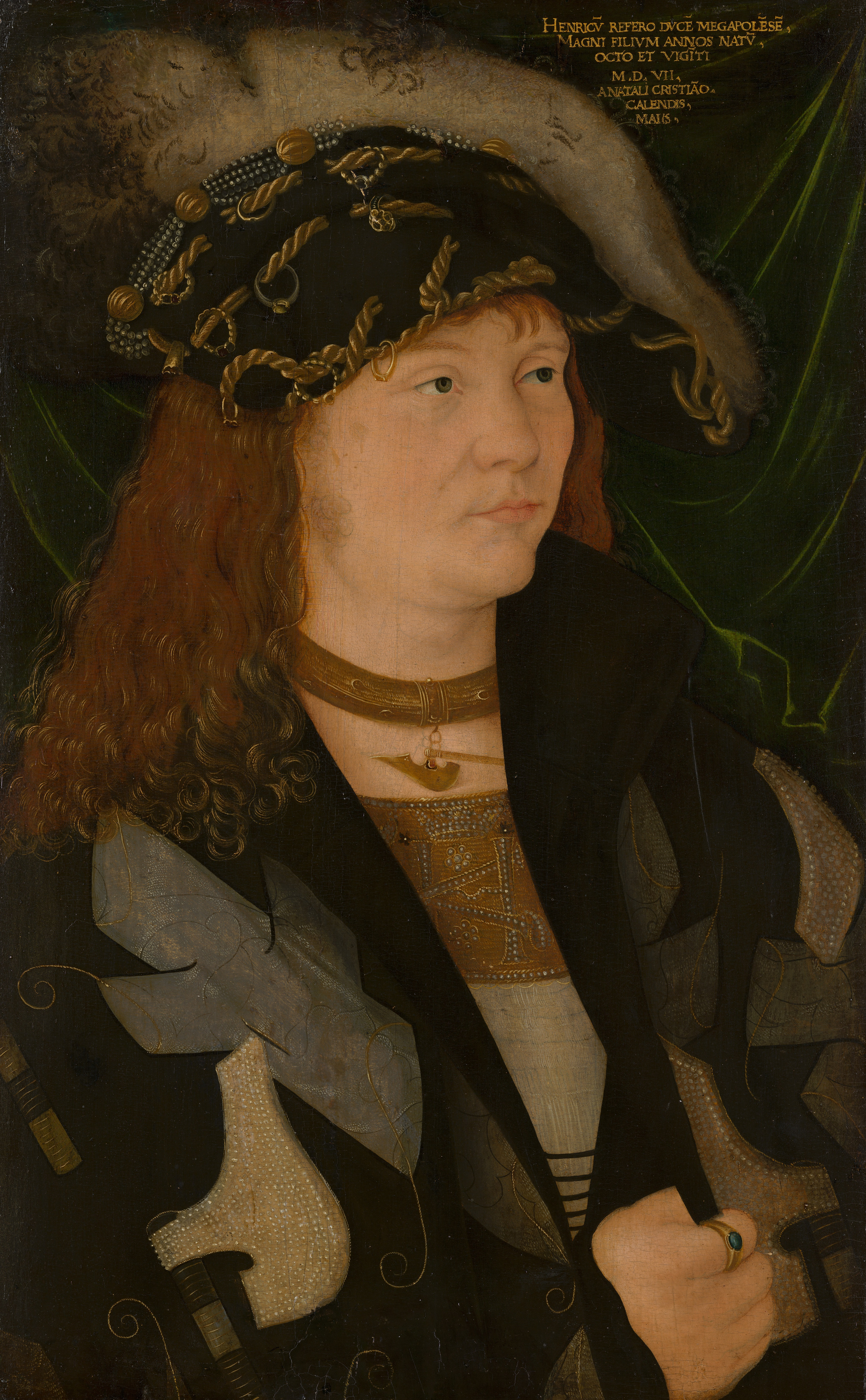
Heinrich V., Jacopo de’ Barbari zugeschriebenes Porträt im Mauritshuis

Heinrich V., Herzog zu Mecklenburg, genannt der Friedfertige (* 3. Mai 1479 in Schwerin; † 6. Februar 1552 ebenda) war regierender Herzog zu Mecklenburg im Landesteil Mecklenburg-Schwerin.

## Leben
Heinrich V., Sohn des Herzogs Magnus II. und Sophias von Pommern, regierte gemeinschaftlich mit seinen Brüdern Erich und Albrecht VII. und seinem Onkel Balthasar seit dem 27. Dezember 1503. Letzterer starb am 16. März 1507 und Erich am 22. Dezember 1508, beide ohne Erben, so dass Heinrich und Albrecht in den Besitz des ganzen Landes kamen. Auch diese regierten zunächst gemeinschaftlich, obwohl Albrecht wiederholt eine Landesteilung befürwortete, dies wurde im Neubrandenburger Hausvertrag am 7. Mai 1520 besiegelt. Darin wurde festgelegt, dass Heinrich in Schwerin und Albrecht in Güstrow regierte, ohne dass eine faktische Teilung des Landes bestand.
In die Zeit ihrer Regierung fiel die Reformation Luthers, welche in Mecklenburg schnell Anhänger fand, so dass hier seit dem Jahre 1523 und schon früher mehr oder minder öffentlich die evangelische Lehre gepredigt wurde. Herzog Heinrich begünstigte die neue Lehre von Anfang an, zuerst in sehr vorsichtiger Weise, nach dem Reichstag zu Augsburg aber offener. Schon seit 1524 stand er im Briefwechsel mit Luther, der ihm Lehrer und Prediger zusandte.
Auch dem Torgauer Bund war er am 12. Juni 1526 beigetreten, und im Jahre 1532 bekannte er sich schließlich öffentlich als Anhänger Luthers. Natürlich führte ihn sein Standpunkt zunächst dahin, der neuen Lehre eine feste äußere und innere Organisation zu geben; so ließ er 1537 von dem ihm durch Luther empfohlenen Johann Riebling, den er zum Superintendenten ernannte, eine Kirchenordnung, einen Katechismus und eine Agende abfassen. Diese Organisation der Kirche nahm seine nächsten Regierungsjahre ausschließlich in Anspruch.
Am Religionskrieg, welcher nach Luthers Tod in Deutschland ausbrach, beteiligte Heinrich sich nicht und nahm auch nicht am Schmalkaldischen Bund der protestantischen Fürsten teil. Er widersetzte sich jedoch der Einführung des 1548 vom Kaiser erlassenen Interims und genehmigte den Beschluss der mecklenburgischen Stände vom Juli 1549, durch welchen die lutherische Lehre förmlich anerkannt wurde. Bald darauf, am 6. Februar 1552, starb er mit dem Ruhm eines frommen und friedfertigen Fürsten. Sein Grab ist im Schweriner Dom.

## Nachkommen
Heinrich war insgesamt dreimal vermählt.
Zuerst seit dem 12. Dezember 1505 mit Ursula (17. Oktober 1488 – 18. September 1510), Tochter des Kurfürsten Johann von Brandenburg.
- Magnus III. (1509–1550), Herzog zu Mecklenburg [-Schwerin], Administrator, ab 1532 Bischof des Bistums Schwerin
- Sophie (1508–1541) ⚭ Herzog Ernst von Braunschweig-Lüneburg
- Ursula († 1586), letzte Äbtissin im Kloster Ribnitz.

Die zweite Ehe schloss er am 12. Juni 1513 mit Helene (1493– 4. August 1524), Tochter des Kurfürsten Philipp von der Pfalz.
- Philipp (1514–1557), Herzog zu Mecklenburg [-Schwerin]
- Margarethe († 1586) ⚭ Herzog Heinrich II. von Münsterberg
- Katharina († 1586) ⚭ Herzog Friedrich III. von Liegnitz.

Darauf folgte am 14. Mai 1551 die dritte Heirat mit Ursula (gestorben nach 1565 in Minden), der Tochter des Herzogs Magnus zu Sachsen-Lauenburg.

## Bildnisse
- Brustbild. Ölgemälde von Jacopo de’ Barbari, wohl 1507. Mauritshuis, Den Haag. (Artikelabb.) - Vorlage für eine zeitgenössische Kopie, heute  North Carolina Museum of Art in Raleigh, USA.[1][2]
- Heinrich im Kreis seiner Geschwister. Buchmalerei auf fol. 109 der 1521/23 illustrierten Reimchronik des Nikolaus Marschalk, Landesbibliothek Mecklenburg-Vorpommern, Schwerin.[3]
- Ganzfiguriges Doppelporträt mit Heinrichs Ehefrau. Buchmalerei aus der in der Werkstatt von Erhard Altdorfer illuminierten Bilderhandschrift von 1526 im Landeshauptarchiv Schwerin.[4]
- Ganzfigur, Ölgemälde, Kopie von David Frumerie (1641–1677), 1667 nach einem verschollenen, 1534 für die Fürstengalerie des schwedischen Königs Gustav I. Wasa gemalten Porträt. Staatliche Schwedische Porträtsammlung Schloss Gripsholm[5] - Vorbild für eine Farblithographie von A.J.Salmson, 1854.[6]

- Profilkopf nach links. Medaille von Hans Schenck, 1537, Münzkabinett Dresden.[7]

- Brustbild. Ölgemälde, Monogrammist J.S. aus der Cranach-Schule (Jost Stettner?), Mitte des 16. Jahrhunderts, vielleicht nach älterem Vorbild, Kunstsammlungen der Veste Coburg. - Vorbild für einen undatierten Kupferstich[8], dieser wiederum kopiert in einem Kupferstich von  Georg Walch, um 1650[9] - Vorbild für eine Kopie von H. Buttstaedt, 1851, Staatliches Museum Schwerin.[10] - Vorbild für eine zur Ganzfigur ergänzte Kopie von Theodor Fischer, Ahnengalerie im Schweriner Schloss (Artikelabb.).

- Halbfigur in Rüstung. Bronzemedaille nach einem verlorenen Gemälde im Schloss Torgau. Dm. 4 cm. Valentin Maler, 1575. Exemplare in den Münzkabinetten Dresden und Wien.

- Ganzfigur. Farbfenster in der Stadtkirche Sternberg von 1895.[11]